# Shane T. McCoy

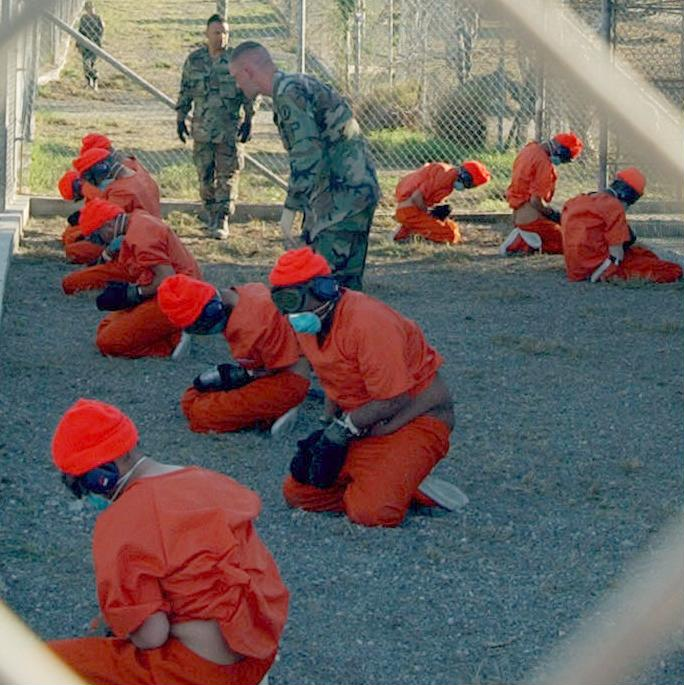
Zadržení po příchodu do tábora X-Ray, leden 2002

Shane T. McCoy (* 1974, Spojené státy americké) je americký operační fotograf federální policie United States Marshals Service, kde začal pracovat v roce 2009. Jeho fotografie byly publikovány ve stovkách publikací po celém světě. McCoy je zodpovědný za pokrytí všech provozních aspektů vícemisionářské služby US Marshals Service a vyfotografoval tisíce zatčených lidí hledaných na základě federálních a místních zatykačů.

## Životopis
Před prací pro US Marshals strávil McCoy více než 15 let jako bojový fotograf pro americké námořnictvo. Mezi jeho pozice v námořnictvu patřilo i to, že byl více než pět let fotoeditorem a hlavním fotoreportérem časopisu All Hands námořnictva, déle než jeden rok video editorem „All Hands Television“ a jeden rok ředitelem multimédií. Během svého působení v námořnictvu ho jeho práce zavedla do 35 zemí a několika aktivních válečných zón. McCoyova nejznámější série fotografií byla ta, kterou pořídil, když v roce 2002 první zadržovaní dorazili do X-Ray tábora v zálivu Guantánamo.
Během práce pro námořnictvo, McCoy získal ocenění v každé kategorii soutěže „Vojenský fotograf roku“, včetně dvakrát druhého „Vojenského fotografa roku“, třikrát vyhrál třetí místo a získal několik čestných uznání. Také vyhrál první místo ve střihu videa a grafický design několikrát ve vojenských soutěžích pro tyto kategorie. McCoy přednesl v červnu 2006 promoční projev pro kurz Basic Still Photography na Defense Information School ve Fort Meade, Maryland. Během 13týdenního kurzu jsou studenti vyškoleni k vytváření profesionálních vizuálních informačních produktů. 
McCoy od roku 2004 sloužil jako mentor pro Worldwide Military Photography Workshop ministerstva obrany. Je jedním ze zakládajících zaměstnanců workshopů Shoot Off Visual Media Workshops, které jsou pořádány pro vládní a vojenské fotografy. Kromě toho byl šest let jedním z dobrovolníků, známý jako „Black Team“ pro semináře fotografa Eddieho Adamse.

## Galerie

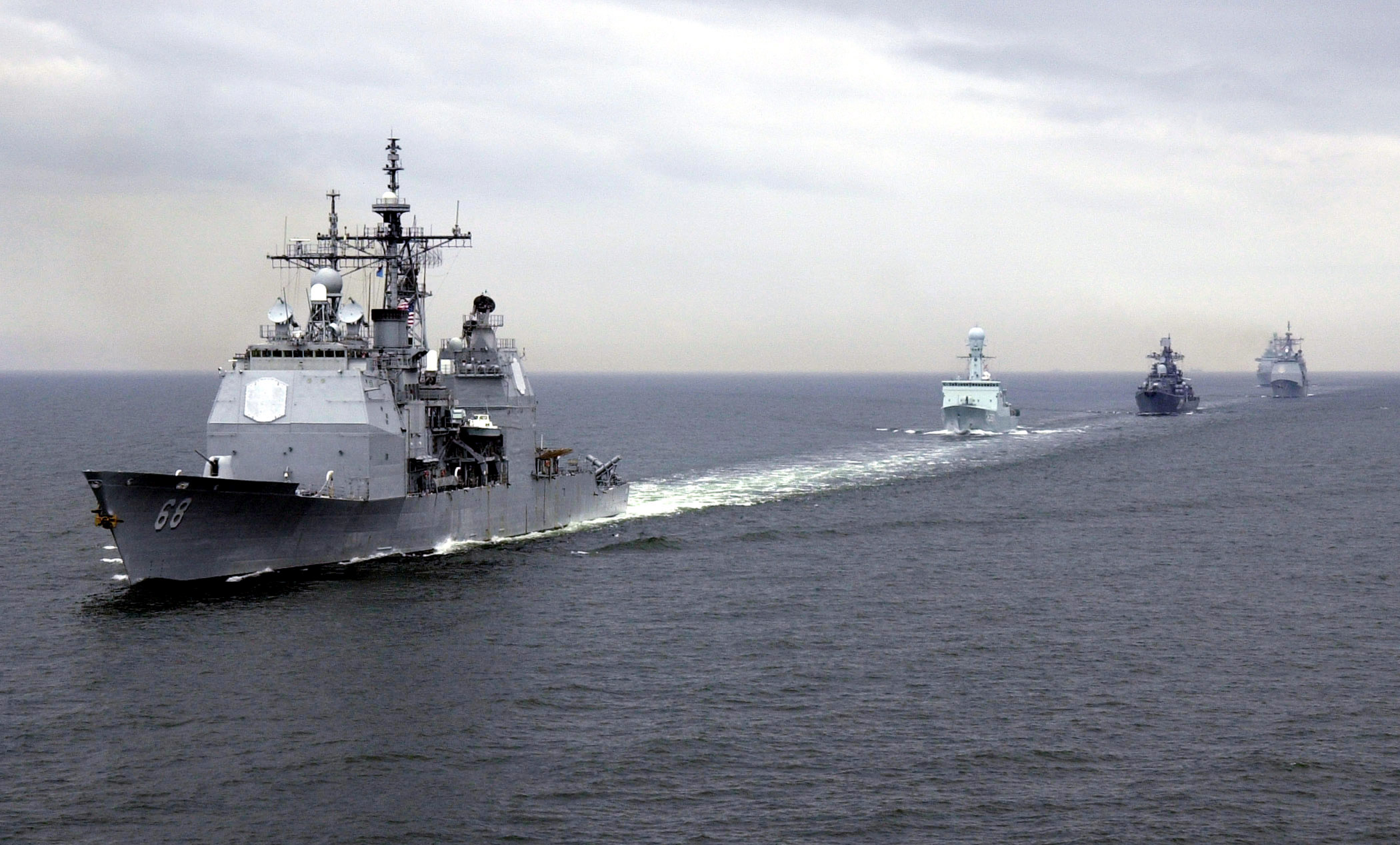
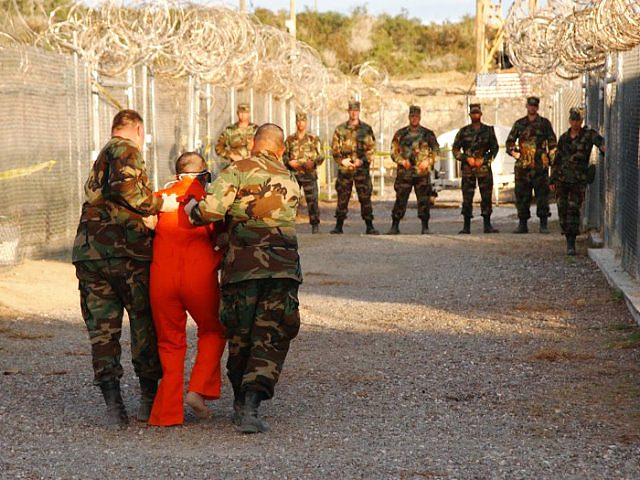
Guantanamo
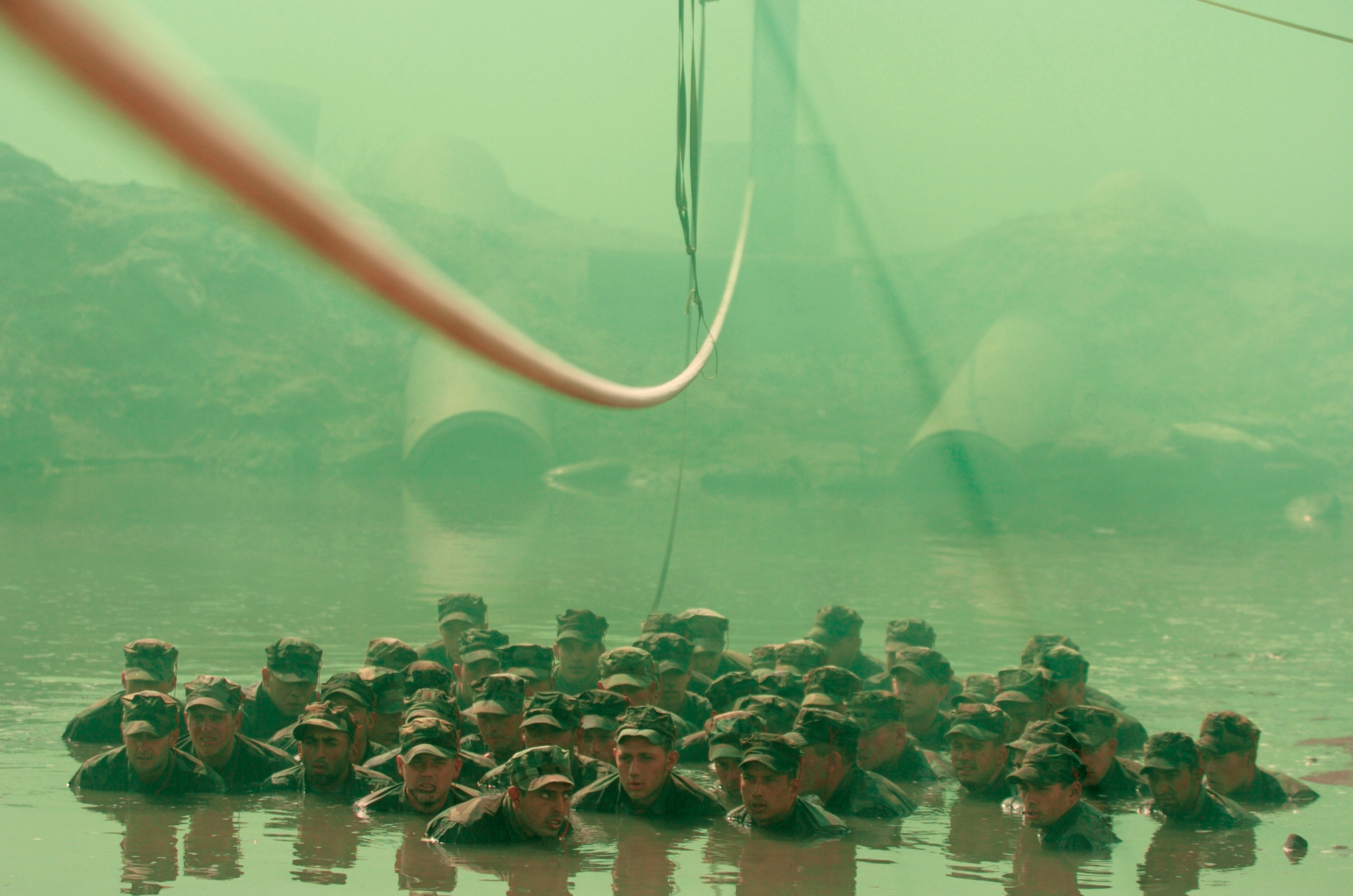
Hell week, 2004
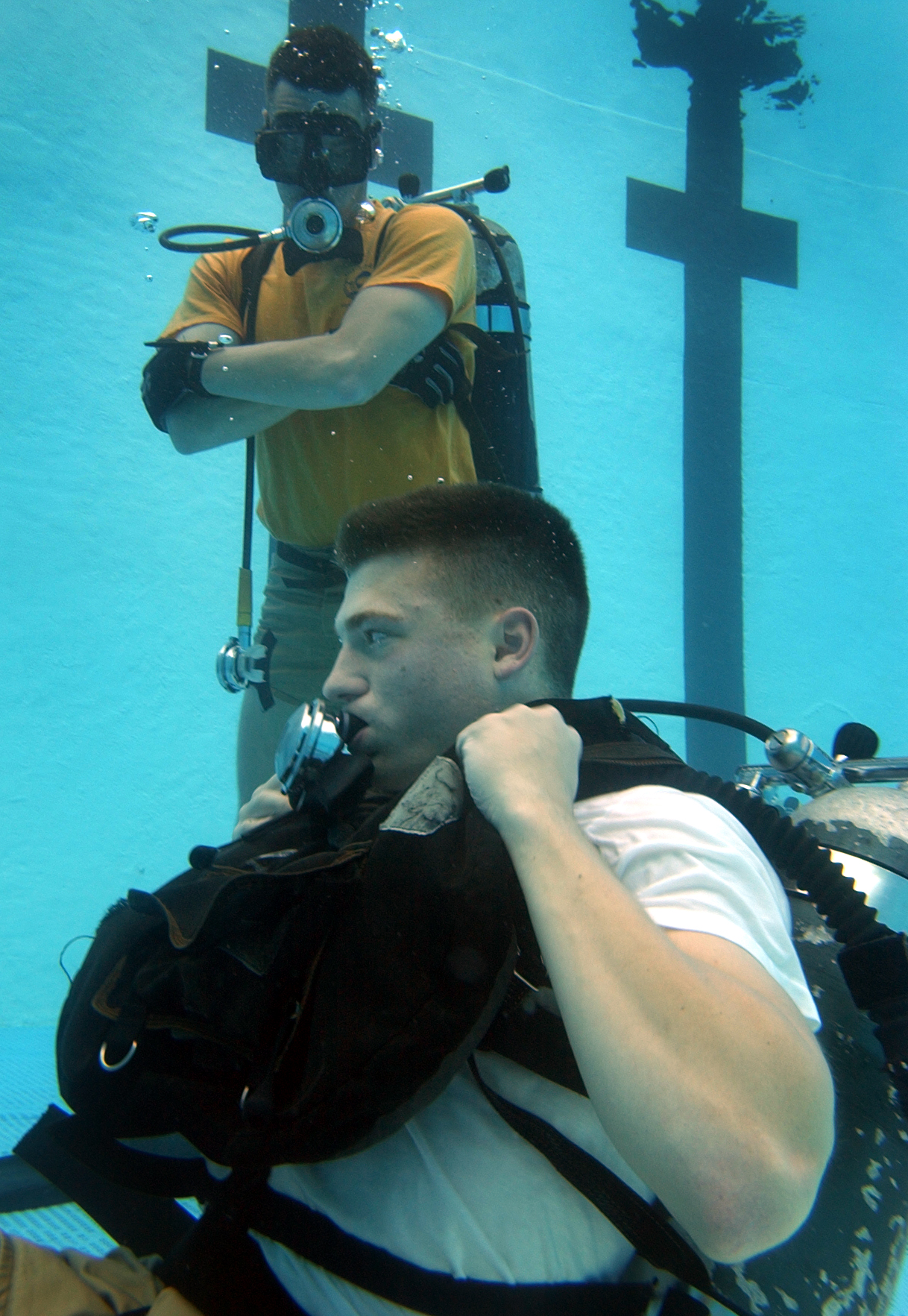
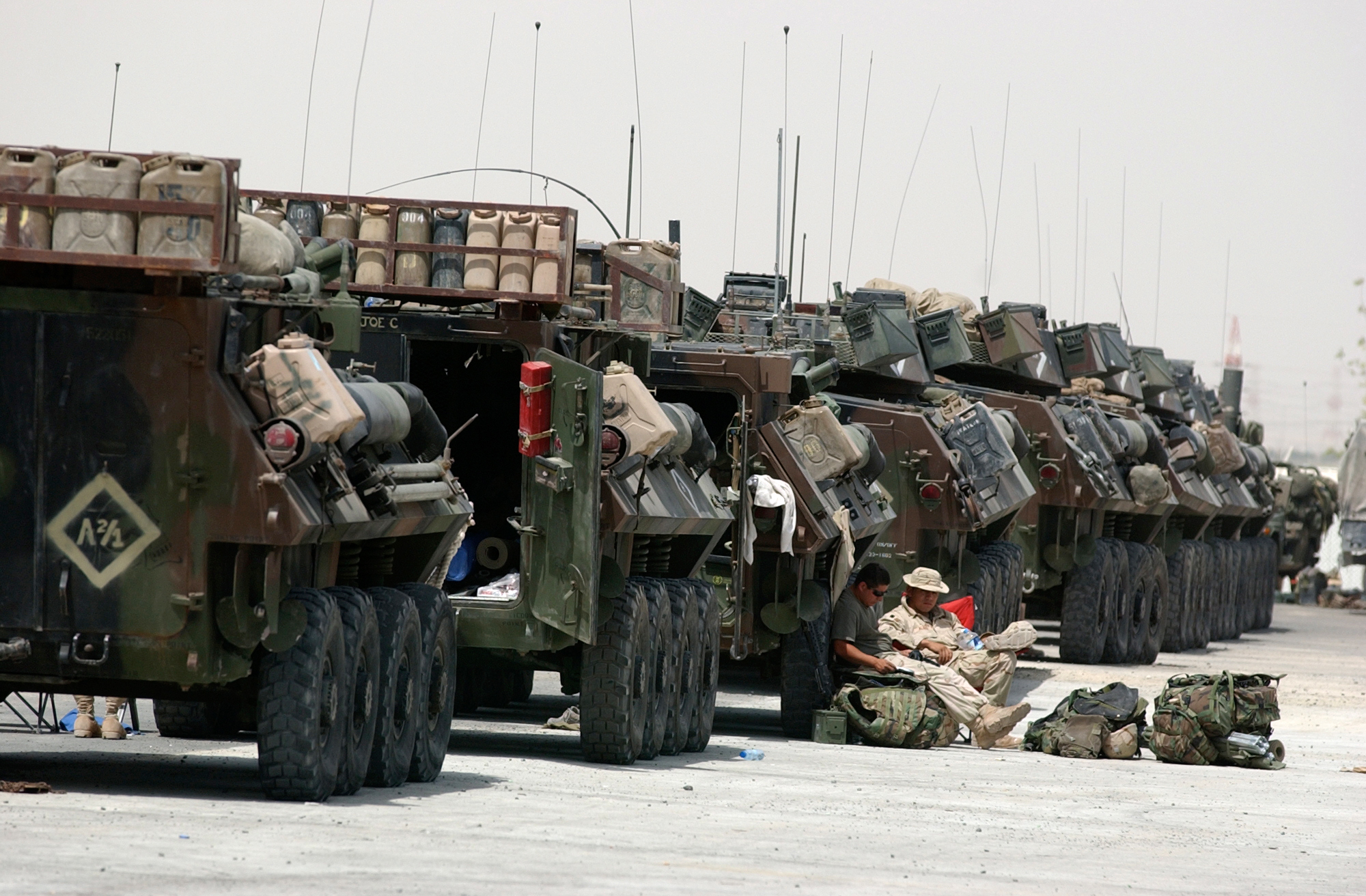
Mise v Iráku
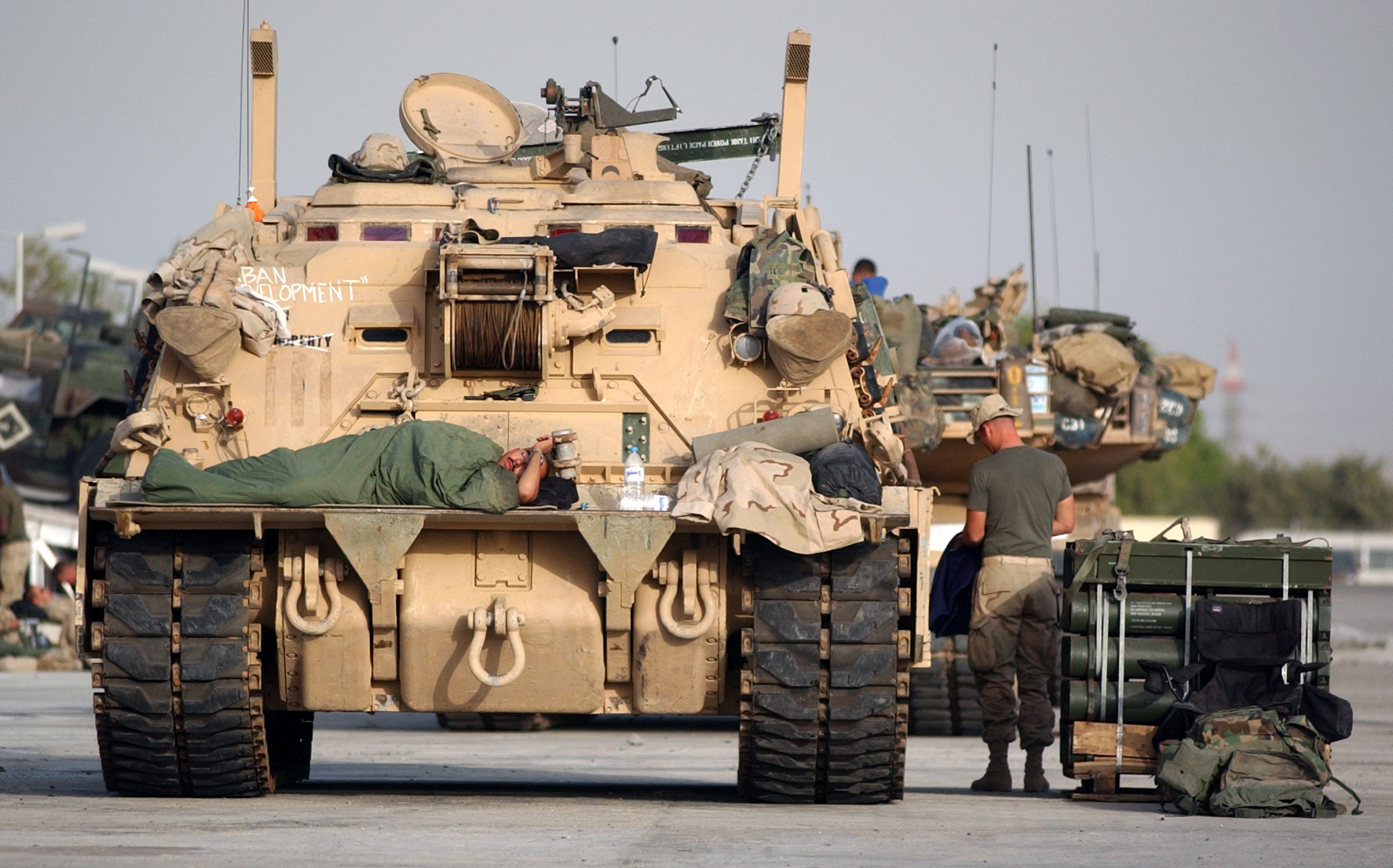
Mise v Iráku
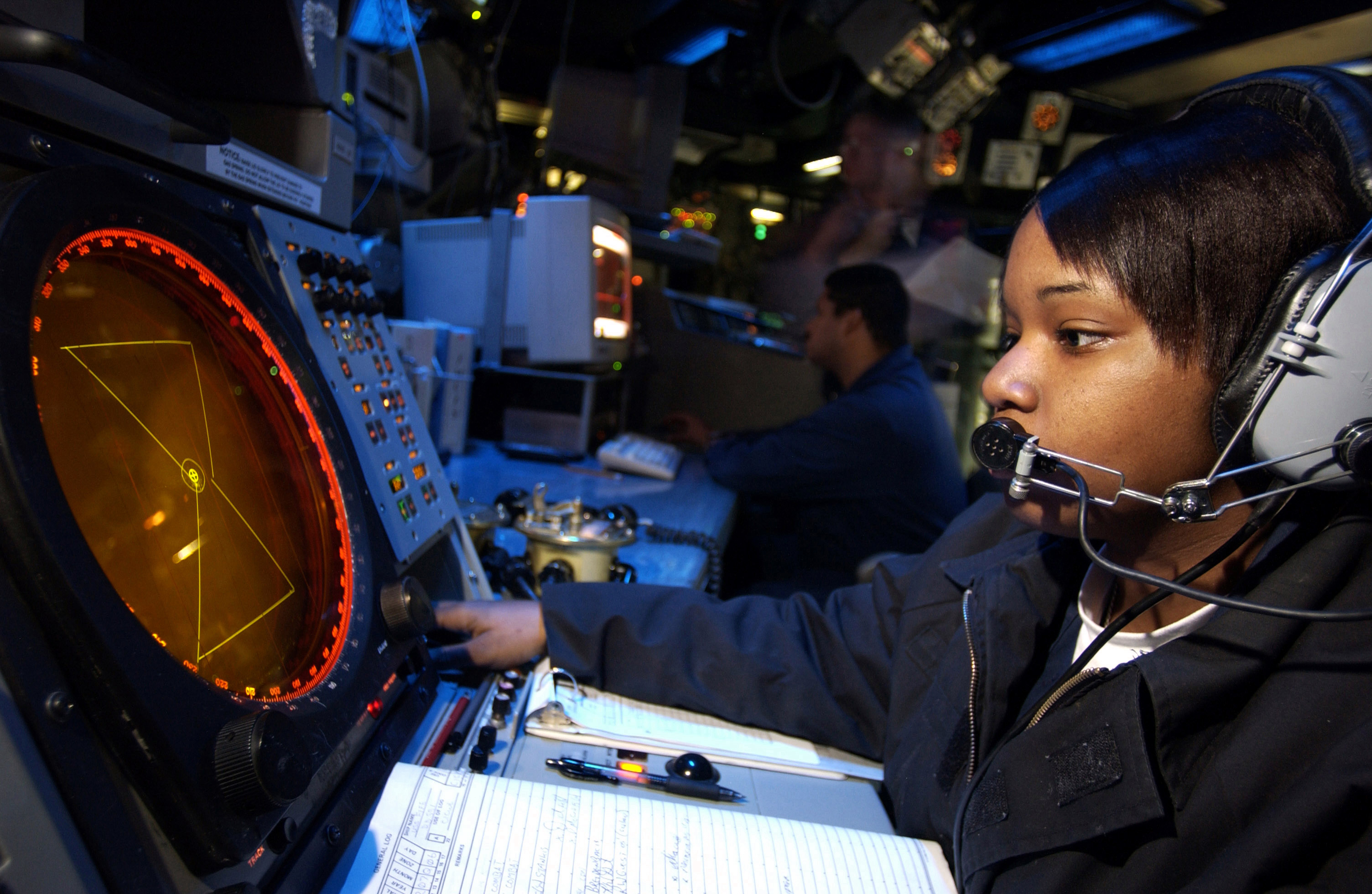